# Arbitro per le controversie finanziarie
L'Arbitro per le controversie finanziarie (ACF, da non confondere con l'Arbitro bancario finanziario) è un sistema di risoluzione stragiudiziale delle controversie finanziarie tra investitori non professionali e intermediari finanziari gestito dalla CONSOB.

## Storia
L'ACF è stato introdotto per la prima volta con l'art. 27 della Legge 28 dicembre 2005, n. 262 e con il successivo decreto attuativo d.lgs. 179/2007 (poi modificato dal decreto legislativo 130/2015 e abrogato e sostituito con il d.lgs. 129/2017). La sua effettiva istituzione si avrà però solo con la delibera CONSOB n. 19602 del 4 maggio 2016 e diventerà operativo solo a partire dal 9 gennaio 2017.
Il d.lgs. 129/2017 ha successivamente abrogato il d.lgs. 179/2007 e riportato la maggior parte delle disposizioni (con alcune modifiche) all'interno del Testo unico della finanza, e più precisamente nell'art- 32-ter del d.lgs. 58/1998. In buona sostanza si affida la regolamentazione della risoluzione stragiudiziale delle controversie finanziarie alla CONSOB. Il d.lgs 129/2017 ha aggiunto anche l'art. 32-ter.1, relativo al Fondo per la tutela stragiudiziale dei risparmiatori e degli investitori (già istituito dall'art. 8 dell'abrogato d.lgs 179/2007).

## Riferimenti normativi
- Art. 27 della Legge 28 dicembre 2005, n. 262 - Disposizioni per la tutela del risparmio e la disciplina dei mercati finanziari.
- Decreto legislativo 8 ottobre 2007, n. 179 (abrogato e sostituito dal d.lgs. 129/2017) - Istituzione di procedure di conciliazione e di arbitrato, sistema di indennizzo e ((Fondo per la tutela stragiudiziale dei risparmiatori e degli investitori)) in attuazione dell'articolo 27, commi 1 e 2, della legge 28 dicembre 2005, n. 262.
- Art. 1-bis del Decreto legislativo 6 agosto 2015, n. 130 - Attuazione della direttiva 2013/11/UE sulla risoluzione alternativa delle controversie dei consumatori, che modifica il regolamento (CE) n. 2006/2004 e la direttiva 2009/22/CE (direttiva sull'ADR per i consumatori)
- Artt. 32-ter e 32-ter.1 del Decreto legislativo 24 febbraio 1998, n. 58 - Testo unico delle disposizioni in materia di intermediazione finanziaria, ai sensi degli articoli 8 e 21 della legge 6 febbraio 1996, n. 52.